# Vlhošť (Žeretice)
Vlhošť je malá vesnice, část obce Žeretice v okrese Jičín. Nachází se asi 1,5 km na jihovýchod od Žeretic. Vlhošť je také název katastrálního území o rozloze 1,2 km².

## Historie
První písemná zmínka o obci pochází z roku 1332.

## Přírodní poměry
Vesnice stojí ve Východolabské tabuli. Do východního cípu jejího katastrálního území zasahuje část přírodní památky Javorka a Cidlina – Sběř.

## Pamětihodnosti
- Sloup se sochou svatého Václava
- Lávka kamenná